# Hylaeosaurus
 Hylaeosaurus  ist eine Gattung der Vogelbeckensaurier aus der Gruppe der Ankylosauria. Sie zählt zu den am längsten bekannten Dinosauriern und wurde bereits 1833 erstbeschrieben.

## Merkmale
Von Hylaeosaurus gibt es bislang nur spärliche Funde. Es sind vorwiegend die vordere Hälfte des Skeletts samt einigen Knochenplatten sowie vereinzelte Bruchstücke des Schädels bekannt. Dieser Dinosaurier dürfte stämmige Gliedmaßen besessen und sich auf allen vieren (Quadrupedie) fortbewegt haben. Wie bei allen Ankylosauria war sein Rumpf von zahlreichen Knochenplatten (Osteodermen) bedeckt, die als Panzerung dienten. Die Länge der Tiere hat vermutlich rund vier bis sechs Meter betragen. Vermutlich war er wie alle Ankylosaurier Pflanzenfresser.

## Entdeckung und Benennung
Hylaeosaurus war einer der ersten Dinosaurier, die entdeckt wurden. Fossile Funde aus dem Tilgate Forest in Sussex (Südengland) wurden 1833 von Gideon Mantell erstbeschrieben. Der griechisch Name bedeutet „Waldechse“ und spielt auf den Fundort an. Zusammen mit Iguanodon und Megalosaurus gehörte Hylaeosaurus zu jenen Gattungen, für die Richard Owen 1842 den Begriff „Dinosauria“ prägte. 
Die Funde werden in die frühe Unterkreide (Valanginium) auf ein Alter von 139 bis 134 Millionen Jahre datiert und zählen damit zu den ältesten Ankylosauriern. Funde sind aus England und Deutschland bekannt.

## Systematik
Typusart und einzige anerkannte Art ist H. armatus. Zwei weitere Arten werden heute in die Gattung Polacanthus gestellt (nach Meinung mancher Forscher handelt es sich bei Polacanthus – von dem hauptsächlich die hintere Hälfte bekannt ist – um die gleiche Gattung wie Hylaeosaurus). Die Einordnung in die Systematik der Ankylosauria ist aufgrund der spärlichen Funde schwierig, Vickaryous et al. (2004) führen ihn als „Ankylosauria incertae sedis“.